# Strymon esakii
Strymon esakii är en fjärilsart som beskrevs av Shirôzu 1948. Strymon esakii ingår i släktet Strymon och familjen juvelvingar. Inga underarter finns listade i Catalogue of Life.